# Claus Bjørn Larsen
Claus Bjørn Larsen (født 1963) er en dansk pressefotograf. Han vandt World Press Photo of the Year-konkurrencen i 1999 for sit arbejde i Kosovo.

## Tidlige liv
Larsen blev født i 1963 i Holbæk og blev student i 1983, hvorefter hen startede sit arbejde som freelance-fotograf. I 1984 arbejdede han som frivillig i mørkekammeret på Ekstra Bladet. Fra 1986 gik han i lære hos BT, og i 1989 startede han på Danmarks Journalisthøjskole i Århus, hvor han specialiserede sig i fotojournalistik.

## Karriere
Han blev stabsfotograf for Ekstra Bladet i 1989. I 1996 begyndte han at arbejde for Berlingske Tidende, hvor han i 1999 blev udnævnt til hovedfotograf. I 2009 forlod han avisen for at åbne sit eget firma, Photobyclausbjoern aps. 
Hans arbejde har været centreret om krige og konflikter i Israel, Irak, Balkan og Afghanistan såvel som historier fra Sovjetunionen og USA. I 2000 udtalte han til Washington Post i forbindelse med sit billede, der var blandt 44.000 indsendelser fra rundt om i verden, i World Press Photo of the Year af en såret kosovo-albansk flygtning med hovedet i bandager og med stirrende øjne: "Jeg forsøgte at tale med ham, men han var i en slags trance. Jeg tog fire eller fem billeder, og så forsvandt han bare."

## Priser
- 1989: Årets danske fotograf
- 1999: Fuji-fotograf Danmark
- 1999: Årets verdenspressefoto [6]
- 2002: Årets danske fotograf